# Medalha da Amizade (Vietnã)
A Medalha da Amizade do Vietnã (em vietnamita:  Huy chương hữu nghị) é um título honorífico criado em 2003 e concedido pelo Governo do Vietnã a estrangeiros que trabalharam no Vietnã durante um determinado período e fizeram contribuições para a causa da construção e defesa do Vietname.

## Projeto
O Decreto nº 50/2006/ND-CP de 19 de maio de 2006 estipula as especificações da Medalha da Amizade da seguinte forma:Artigo 19.º “Medalha da Amizade”"Faixa de medalha de seda pentagonal Rayon tecida com bandeira vermelha com duas linhas douradas, cobre vermelho banhado em liga de nico com 3 mícrons de espessura; Dimensões 38mm x 27mm x 40mm."
O corpo da medalha é um círculo amarelo com diâmetro de 37mm, no interior há um pentângulo de ouro estilizado, no centro estão duas mãos num aperto de mãos em frente a um globo, acima estão as palavras "Medalha da Amizade" (em vermelho), abaixo está a palavra "Vietnã" (em amarelo) colocada na roda histórica e dois ramos em ambos os lados, material de cobre vermelho banhado a ouro em liga de Nico com 3 mícrons de espessura.
O anverso apresenta o Emblema Nacional da República Socialista do Vietname rodeando a Bandeira do Vietname.

## Agraciados
Em 2013, Nancy Napier recebeu o prêmio por liderar treinamento. Ela começou a trabalhar em 1994 na Universidade Econômica Nacional. Em 2015, Edward Danielraj Selvanayagam recebeu o prêmio do presidente vietnamita pelo trabalho da Visão Mundial Internacional na redução da pobreza no país. Em 2019, Susan Hammond do Projeto Legados de Guerra recebeu o prêmio.